# Dacnopilio scopulatus
Dacnopilio scopulatus is een hooiwagen uit de familie echte hooiwagens (Phalangiidae).